# Ptychomitrium mamillosum
Ptychomitrium mamillosum är en bladmossart som beskrevs av Guo Shui-liang, Cao Tong och Gao Chien 2000. Ptychomitrium mamillosum ingår i släktet atlantmossor, och familjen Ptychomitriaceae. Inga underarter finns listade i Catalogue of Life.